# Liste de races caprines
La chèvre domestique (Capra hircus) est un petit ruminant répandu dans le monde entier. Les chèvres sont utilisées dans presque tous les milieux naturels et conditions climatiques. Différentes races sont adaptées à différents systèmes d'élevage : depuis des petits troupeaux de 3 à 5 têtes sur de maigres pâturages jusqu'aux grandes exploitations d'élevage intensives, élevée en plein air au pâturage ou en chèvrerie. Les chèvres sont une source de divers produits, dont les principaux sont le lait, la viande et la laine. Parmi les races caprines, il existe des races spécialisées ou à production mixte, plus ou moins productives. Les différences entre les races sont représentées par de nombreuses caractéristiques qui varient dans une très large gamme.

## Races par ordre alphabétique
- Haut – A
- B
- C
- D
- E
- F
- G
- H
- I
- J
- K
- L
- M
- N
- O
- P
- Q
- R
- S
- T
- U
- V
- W
- X
- Y
- Z

### A
| Nom                                | Origine                | Usages         | Image | Sources |
| ---------------------------------- | ---------------------- | -------------- | ----- | ------- |
| Abaza (Anatolian Black)            | Nord est de la Turquie | lait et viande |       |         |
| Ahuntz azpigorria                  | Pays basque (Espagne)  |                |       |         |
| Alpine                             | Alpes                  | lait           |       |         |
| Anglo-nubienne                     | Royaume-Uni            | lait et viande |       | [ 1 ]   |
| Angora                             | Tibet                  | laine          |       |         |
| Arabe (Chèvre sahélienne du Tchad) | Tchad                  |                |       | [ 2 ]   |
| Arbia (Arabia)                     | Laghouat (Algérie)     |                |       | ,       |
| Argentata dell Etna                | Sicile (Italie)        | lait           |       | [ 5 ]   |
| Aspromonte                         | Italie                 | lait et viande |       | [ 6 ]   |
| Assam Hill (Black Bengal)          | Inde                   |                |       | [ 7 ]   |
| Atlas (Chèvre de l'Atlas)          | Maroc                  |                |       | [ 8 ]   |
| Attapady                           | Kerala (Inde)          |                |       | [ 7 ]   |

- Haut – A
- B
- C
- D
- E
- F
- G
- H
- I
- J
- K
- L
- M
- N
- O
- P
- Q
- R
- S
- T
- U
- V
- W
- X
- Y
- Z

### B
| Nom                      | Origine                   | Usages          | Image | Sources |
| ------------------------ | ------------------------- | --------------- | ----- | ------- |
| Bagot                    | Angleterre                |                 |       | [ 9 ]   |
| Baladi                   | Égypte                    |                 |       | [ 10 ]  |
| Baltistani               | Pakistan                  | lait et viande  |       | [ 11 ]  |
| Banjiao                  | Sud-Ouest de la Chine     | viande          |       | [ 11 ]  |
| Barbari                  | Inde                      |                 |       | [ 7 ]   |
| Barcha                   | Maroc                     |                 |       | [ 12 ]  |
| Beetal                   | Punjab (Inde et Pakistan) | lait            |       | ,       |
| Beiari (Chamber)         | Pakistan                  |                 |       | [ 11 ]  |
| Belgische Hertegeit      | Flandres (Belgique)       | lait            |       |         |
| Berari                   | Inde                      |                 |       | [ 7 ]   |
| Berbère                  | Afrique du Nord           |                 |       | [ 13 ]  |
| Bermeya                  | Espagne                   |                 |       | ,       |
| Bhakarwali               | Inde                      |                 |       | [ 7 ]   |
| Bhuj                     | Brésil                    | lait et viande  |       | [ 15 ]  |
| Bidri                    | Inde                      |                 |       | [ 7 ]   |
| Bilberry                 | Irlande                   |                 |       | [ 16 ]  |
| Bionda dell'Adamello     | Lombardie (Italie)        |                 |       | [ 17 ]  |
| Black Bengal             | Inde et Bangladesh        | viande et cuir  |       | [ 7 ]   |
| Blobe Ziege              | Tyrol (Autriche)          | lait et viande  |       | [ 13 ]  |
| Boer                     | Afrique du Sud            | viande          |       | [ 13 ]  |
| Bormina                  | Valteline (Italie)        | lait            |       | [ 18 ]  |
| Buchi                    | Pakistan                  | viande et laine |       | [ 19 ]  |
| Bunte Deutsche Edelziege | Allemagne                 | lait            |       |         |

- Haut – A
- B
- C
- D
- E
- F
- G
- H
- I
- J
- K
- L
- M
- N
- O
- P
- Q
- R
- S
- T
- U
- V
- W
- X
- Y
- Z

### C
| Nom                                                | Origine                                    | Usages              | Image | Sources |
| -------------------------------------------------- | ------------------------------------------ | ------------------- | ----- | ------- |
| Cachemire                                          | Tibet                                      | cachemire           |       |         |
| Canindé                                            | Brésil                                     |                     |       | [ 20 ]  |
| Capore                                             | Albanie                                    |                     |       | [ 21 ]  |
| Capra Grigia (Chèvre grise des montagnes)          | Suisse                                     | lait et viande      |       | [ 22 ]  |
| Capestrina                                         | Italie                                     |                     |       | [ 23 ]  |
| Capra di Tavolara                                  | Tavolara (Italie)                          |                     |       | [ 24 ]  |
| Caserta                                            | Campanie (Italie)                          |                     |       | [ 25 ]  |
| Catalane                                           | Pyrénées-Orientales (France)               | lait                |       |         |
| Chaidamu                                           | Chine                                      | lait, laine, viande |       | [ 26 ]  |
| Chamba                                             | Himalaya (Inde)                            |                     |       | [ 27 ]  |
| Changthangi                                        | Tibet, Népal, Inde                         | cachemire           |       | [ 7 ]   |
| Chappar                                            | Pakistan                                   |                     |       | [ 28 ]  |
| Charnequeira                                       | Portugal                                   |                     |       | [ 29 ]  |
| Chegu                                              | Inde                                       |                     |       | [ 7 ]   |
| Chèvre à col noir du Valais                        | Valais (Suisse)                            | viande              |       | [ 30 ]  |
| Chèvre blanche russe                               | Russie                                     | lait                |       |         |
| Chèvre bottée                                      | Oberland saint-Gallois (Suisse)            | lait                |       | [ 31 ]  |
| Chèvre col fauve                                   | Suisse                                     |                     |       | [ 32 ]  |
| Chèvre col gris                                    | Suisse                                     |                     |       | [ 33 ]  |
| Chèvre cou-clair du Berry                          | Berry (France)                             | lait                |       |         |
| Chèvre d'Appenzell                                 | Appenzell (Suisse)                         | lait                |       | [ 34 ]  |
| Chèvre fermière danoise                            | Danemark                                   | lait                |       |         |
| Chèvre de Damas (chèvre d'Alep, Chami)             | Syrie, Liban                               | lait                |       |         |
| Chèvre de Lorraine                                 | Est de la France                           | lait                |       |         |
| Chèvre de Savoie                                   | Savoie (France) ; Vallée d'Aoste (Italie)  | lait et viande      |       |         |
| Chèvre de Thuringe                                 | Allemagne                                  | lait                |       |         |
| Chèvre des fossés                                  | Haute-Bretagne et Basse-Normandie (France) | lait et viande      |       |         |
| Chèvre du Don                                      | Région du Don (Russie)                     |                     |       |         |
| Chèvre du Drâa (Chèvre des oasis)                  | Maroc                                      | laine et viande     |       |         |
| Chèvre du Simplon                                  | Piémont (Italie), Valais (Suisse)          | viande              |       |         |
| Chèvre du Toggenbourg                              | Toggenbourg (Suisse)                       | lait                |       |         |
| Chèvre grisonne à raies (Chèvre rayée des Grisons) | Grisons (Suisse)                           | laine et viande     |       | [ 35 ]  |
| Chèvre naine                                       |                                            | animal de compagnie |       |         |
| Chèvre naine nigériane                             | États-Unis                                 | animal de compagnie |       |         |
| Chèvres naines d'Afrique de l'Ouest                | Afrique de l'Ouest                         | lait et viande      |       |         |
| Chèvre Paon                                        | Grisons et Tessin (Suisse)                 | laine et viande     |       | [ 36 ]  |
| Chèvre rousse de Maradi                            | Maradi (Niger)                             | lait                |       | [ 37 ]  |
| Chigu                                              | Inde                                       |                     |       | [ 38 ]  |
| Ciavenasca                                         | Lombardie (Italie)                         |                     |       | [ 39 ]  |
| Cilentana Fulva                                    | Italie                                     |                     |       | [ 40 ]  |
| Ciociara Grigia                                    | Italie                                     |                     |       | [ 41 ]  |
| Corse                                              | Corse (France)                             | laine et viande     |       |         |

- Haut – A
- B
- C
- D
- E
- F
- G
- H
- I
- J
- K
- L
- M
- N
- O
- P
- Q
- R
- S
- T
- U
- V
- W
- X
- Y
- Z

### D
| Nom            | Origine           | Usages | Image | Sources |
| -------------- | ----------------- | ------ | ----- | ------- |
| Damani         | Pakistan          | lait   |       | [ 42 ]  |
| Dera Din Panah | Punjab (Pakistan) | lait   |       | [ 43 ]  |
| Don            | Russie            | mixte  |       | [ 44 ]  |
| Duan           | Chine             | viande |       | [ 45 ]  |

- Haut – A
- B
- C
- D
- E
- F
- G
- H
- I
- J
- K
- L
- M
- N
- O
- P
- Q
- R
- S
- T
- U
- V
- W
- X
- Y
- Z

### F
| Nom                              | Origine | Usages | Image | Sources |
| -------------------------------- | ------- | ------ | ----- | ------- |
| Fasana (Colombina)               | Italie  |        |       | [ 46 ]  |
| Frontalasca (Frisa Valtellinese) | Italie  |        |       | [ 47 ]  |

### G
| Nom                         | Origine                 | Usages | Image | Sources |
| --------------------------- | ----------------------- | ------ | ----- | ------- |
| Gaddi                       | Inde                    |        |       | [ 7 ]   |
| Galicienne                  | Galice (Espagne)        |        |       |         |
| Ganjam                      | Inde                    |        |       | [ 7 ]   |
| Garfagnina (Fulva Lucchese) | Italie                  |        |       | [ 48 ]  |
| Girgentana                  | Sicile (Italie)         | lait   |       | [ 49 ]  |
| Gohilwadi                   | Inde                    |        |       | [ 7 ]   |
| Göinge (Goinget)            | Suède                   |        |       | [ 50 ]  |
| Golden Guernsey             | Guernesey (Royaume-Uni) |        |       | [ 51 ]  |
| Grigia Molisana             | Italie                  |        |       | [ 52 ]  |

- Haut – A
- B
- C
- D
- E
- F
- G
- H
- I
- J
- K
- L
- M
- N
- O
- P
- Q
- R
- S
- T
- U
- V
- W
- X
- Y
- Z

### H
| Nom         | Origine              | Usages    | Image | Sources |
| ----------- | -------------------- | --------- | ----- | ------- |
| Hailun      | Heilongjiang (Chine) |           |       | [ 53 ]  |
| Haimen      | Zhejiang (Chine)     |           |       | [ 54 ]  |
| Hasi        | Albanie              |           |       | [ 55 ]  |
| Hejazi      | Arabie               |           |       | [ 56 ]  |
| Hongtong    | Hongtong (Chine)     | lait      |       | [ 57 ]  |
| Huai        | Henan (Chine)        | viande    |       | [ 58 ]  |
| Huaitoutala | Qinghai (Chine)      | cachemire |       | [ 59 ]  |

- Haut – A
- B
- C
- D
- E
- F
- G
- H
- I
- J
- K
- L
- M
- N
- O
- P
- Q
- R
- S
- T
- U
- V
- W
- X
- Y
- Z

### I
| Nom      | Origine                            | Usages | Image | Sources |
| -------- | ---------------------------------- | ------ | ----- | ------- |
| Istriana | Istrie (Croatie), Gorizia (Italie) |        |       | [ 60 ]  |

- Haut – A
- B
- C
- D
- E
- F
- G
- H
- I
- J
- K
- L
- M
- N
- O
- P
- Q
- R
- S
- T
- U
- V
- W
- X
- Y
- Z

### J
| Nom        | Origine | Usages | Image | Sources |
| ---------- | ------- | ------ | ----- | ------- |
| Jakhrana   | Inde    |        |       | [ 7 ]   |
| Jamunapari | Inde    |        |       | [ 7 ]   |
| Jonica     | Italie  | lait   |       | [ 61 ]  |

- Haut – A
- B
- C
- D
- E
- F
- G
- H
- I
- J
- K
- L
- M
- N
- O
- P
- Q
- R
- S
- T
- U
- V
- W
- X
- Y
- Z

### K
| Nom           | Origine                    | Usages | Image | Sources |
| ------------- | -------------------------- | ------ | ----- | ------- |
| Kabyle        | Kabylie et Aurès (Algérie) |        |       | [ 3 ]   |
| Kaghani       | Hazara (Pakistan)          |        |       | [ 62 ]  |
| Kahmi         | Inde                       |        |       | [ 7 ]   |
| Kalahari Red  | Afrique du Sud             | viande |       |         |
| KanniAdu      | Inde                       |        |       | [ 7 ]   |
| Kiko          | Nouvelle-Zélande           | viande |       |         |
| Kinder        | États-Unis                 | viande |       | [ 63 ]  |
| Kirdimi       | Afrique subsaharienne      | viande |       |         |
| Kodi Adu      | Inde                       |        |       | [ 7 ]   |
| Konkan Kanyal | Inde                       |        |       | [ 7 ]   |
| Kutchi        | Inde                       |        |       | [ 7 ]   |

- Haut – A
- B
- C
- D
- E
- F
- G
- H
- I
- J
- K
- L
- M
- N
- O
- P
- Q
- R
- S
- T
- U
- V
- W
- X
- Y
- Z

### L
| Nom                                  | Origine                   | Usages | Image | Sources |
| ------------------------------------ | ------------------------- | ------ | ----- | ------- |
| Lamancha (American Lamancha)         | États-Unis                | lait   |       |         |
| Landrace hollandaise (en) (Landgeit) | Pays-Bas                  |        |       | [ 64 ]  |
| Lariana (Chèvre de Livo)             | Province de Côme (Italie) | viande |       | [ 65 ]  |
| Loashan                              | Shandong (Chine)          |        |       | [ 66 ]  |

- Haut – A
- B
- C
- D
- E
- F
- G
- H
- I
- J
- K
- L
- M
- N
- O
- P
- Q
- R
- S
- T
- U
- V
- W
- X
- Y
- Z

### M
| Nom                                   | Origine                  | Usages | Image | Sources |
| ------------------------------------- | ------------------------ | ------ | ----- | ------- |
| Majorera                              | Îles Canaries (Espagne)  |        |       | [ 21 ]  |
| Makatia                               | Hauts Plateaux (Algérie) |        |       | [ 3 ]   |
| Malabari                              | Inde                     |        |       | [ 7 ]   |
| Marwari                               | Inde                     |        |       | [ 7 ]   |
| Massif central                        | Massif central (France)  | lait   |       |         |
| Mehsana                               | Inde                     |        |       | [ 7 ]   |
| Moxotó                                | Brésil                   |        |       | [ 67 ]  |
| Murcia-Granada                        | Espagne                  |        |       | [ 68 ]  |
| Murgese di Foggia                     | Italie                   |        |       | [ 69 ]  |
| M’Zabia (Chèvre algérienne des oasis) | Nord du Sahara (Algérie) |        |       | ,       |

- Haut – A
- B
- C
- D
- E
- F
- G
- H
- I
- J
- K
- L
- M
- N
- O
- P
- Q
- R
- S
- T
- U
- V
- W
- X
- Y
- Z

### N
| Nom           | Origine           | Usages              | Image | Sources |
| ------------- | ----------------- | ------------------- | ----- | ------- |
| Nachi         | Punjab (Pakistan) |                     |       | [ 71 ]  |
| Nandidurga    | Inde              |                     |       | [ 7 ]   |
| Napoletana    | Italie            | lait                |       | [ 72 ]  |
| Nera Verzasca | Suisse            |                     |       | [ 73 ]  |
| Nicastrese    | Italie            | lait et viande      |       | [ 74 ]  |
| Nigora        | États-Unis        | animal de compagnie |       | [ 75 ]  |

- Haut – A
- B
- C
- D
- E
- F
- G
- H
- I
- J
- K
- L
- M
- N
- O
- P
- Q
- R
- S
- T
- U
- V
- W
- X
- Y
- Z

### O
| Nom        | Origine    | Usages    | Image | Sources |
| ---------- | ---------- | --------- | ----- | ------- |
| Oberhasli  | États-Unis | lait      |       | [ 76 ]  |
| Orenbourg  | Russie     | cachemire |       |         |
| Orobica    | Italie     |           |       | [ 77 ]  |
| Osmanabadi | Inde       |           |       | [ 7 ]   |

### P
| Nom        | Origine           | Usages         | Image | Sources |
| ---------- | ----------------- | -------------- | ----- | ------- |
| Pantja     | Inde              |                |       | [ 7 ]   |
| Payoya     | Espagne           |                |       | [ 14 ]  |
| Poitevine  | Poitou (France)   | lait           |       |         |
| Provençale | Provence (France) | lait           |       |         |
| Pyrénées   | Pyrénées (France) | lait et viande |       |         |

- Haut – A
- B
- C
- D
- E
- F
- G
- H
- I
- J
- K
- L
- M
- N
- O
- P
- Q
- R
- S
- T
- U
- V
- W
- X
- Y
- Z

### R
| Nom                   | Origine                   | Usages         | Image | Sources |
| --------------------- | ------------------------- | -------------- | ----- | ------- |
| Rohilkhandi           | Inde                      |                |       | [ 7 ]   |
| Rouge méditerranéenne | Sicile (Italie)           | lait           |       |         |
| Rove                  | Bouches-du-Rhône (France) | lait et viande |       |         |

- Haut – A
- B
- C
- D
- E
- F
- G
- H
- I
- J
- K
- L
- M
- N
- O
- P
- Q
- R
- S
- T
- U
- V
- W
- X
- Y
- Z

### S
| Nom         | Origine         | Usages         | Image | Sources |
| ----------- | --------------- | -------------- | ----- | ------- |
| Saanen      | Saanen (Suisse) | lait           |       |         |
| Salem Black | Inde            |                |       | [ 7 ]   |
| Sangamneri  | Inde            |                |       | [ 7 ]   |
| Sirohi      | Inde            |                |       | [ 7 ]   |
| Spanish     | États-Unis      |                |       |         |
| Sumi-Ne     | Inde            |                |       | [ 7 ]   |
| Sundgau     | Alsace (France) | lait et viande |       |         |
| Surti       | Inde            |                |       | [ 7 ]   |

- Haut – A
- B
- C
- D
- E
- F
- G
- H
- I
- J
- K
- L
- M
- N
- O
- P
- Q
- R
- S
- T
- U
- V
- W
- X
- Y
- Z

### T
| Nom       | Origine    | Usages | Image | Sources |
| --------- | ---------- | ------ | ----- | ------- |
| Tennessee | États-Unis | viande |       |         |
| Teressa   | Inde       |        |       | [ 7 ]   |

### W
| Nom                      | Origine   | Usages | Image | Sources |
| ------------------------ | --------- | ------ | ----- | ------- |
| Weiße Deutsche Edelziege | Allemagne | lait   |       |         |

### Z
| Nom      | Origine | Usages    | Image | Sources |
| -------- | ------- | --------- | ----- | ------- |
| Zalawadi | Inde    |           |       | [ 7 ]   |
| Zhongwei | Chine   | cachemire |       | [ 78 ]  |

## Races par pays
- Liste des races caprines de France